# 한국의 섬 목록

한반도 지도

한국의 섬 목록은 대한민국 및 조선민주주의인민공화국의 섬의 목록이다.

## 대한민국의 섬 목록

### 도서 분포 현황
- 출처 : 해양수산부 연안포탈 보관됨 2007-10-23 - 웨이백 머신
- 면적 단위 : (km2)

| 광역시/도      | 해안선 연장 (km2) | 도서부 | 도서부   | 도서부    | 도서부    | 도서부    | 도서부    | 유인도서      | 유인도서  |
| 광역시/도      | 해안선 연장 (km2) | 계     | 계       | 유인 도서 | 유인 도서 | 무인 도서 | 무인 도서 | 가구수 (가구) | 인구수    |
| 광역시/도      | 해안선 연장 (km2) | 개소   | 면적     | 개소      | 면적      | 개소      | 면적      | 가구수 (가구) | 인구수    |
| -------------- | ----------------- | ------ | -------- | --------- | --------- | --------- | --------- | ------------- | --------- |
| 인천광역시     | 880.30            | 154    | 687.02   | 42        | 680.91    | 112       | 6.11      | 33,046        | 94,172    |
| 경기도         | 303.57            | 65     | 44.57    | 11        | 43.74     | 54        | 0.83      | 2,768         | 7,215     |
| 충청남도       | 1,204.60          | 261    | 163.01   | 37        | 150.48    | 224       | 12.54     | 6,867         | 20,26     |
| 전북특별자치도 | 301.70            | 109    | 37.95    | 26        | 35.31     | 83        | 2.64      | 1,985         | 6,468     |
| 전라남도       | 5,554.90          | 2210   | 1,836.49 | 278       | 1,790.55  | 1,688     | 45.92     | 78,071        | 219,542   |
| 경상남도       | 2,173.64          | 428    | 930.05   | 82        | 918.21    | 346       | 11.84     | 99,673        | 313,551   |
| 부산광역시     | 313.92            | 82     | 75.80    | 6         | 69.16     | 76        | 6.64      | 119,402       | 384,366   |
| 울산광역시     | 135.83            | 8      | 0.09     | -         | -         | 8         | 0.09      | -             | -         |
| 경상북도       | 428.00            | 47     | 73.73    | 4         | 73.60     | 43        | 0.13      | 3,840         | 10,426    |
| 강원특별자치도 | 318.10            | 32     | 0.26     | -         | -         | 32        | 0.26      | -             | -         |
| 제주특별자치도 | 419.95            | 63     | 15.45    | 8         | 13.80     | 55        | 1.65      | 2,232         | 5,98      |
| 총계           | 12,035            | 3,215  | 3,824    | 494       | 3,736     | 2,721     | 89        | 347,884       | 1,061,984 |

### 면적 순 섬 목록
- 출처 : 2012년 지적통계연보[1]
- 면적 단위 : (km2)

| 순위 | 섬 이름    | 소재지            | 면적      |
| ---- | ---------- | ----------------- | --------- |
| 1    | 제주도     | 제주특별자치도    | 1,833.162 |
| 2    | 거제도     | 경상남도 거제시   | 382.2     |
| 3    | 진도       | 전라남도 진도군   | 374.981   |
| 4    | 강화도     | 인천광역시 강화군 | 302.582   |
| 5    | 남해도     | 경상남도 남해군   | 300.935   |
| 6    | 영종용유도 | 인천광역시 중구   | 115.52    |
| 7    | 안면도     | 충청남도 태안군   | 113.460   |
| 8    | 완도       | 전라남도 완도군   | 90.074    |
| 9    | 울릉도     | 경상북도 울릉군   | 72.861    |
| 10   | 돌산도     | 전라남도 여수시   | 70.307    |
| 11   | 거금도     | 전라남도 고흥군   | 64.765    |
| 12   | 지도       | 전라남도 신안군   | 54.703    |
| 13   | 창선도     | 경상남도 남해군   | 54.127    |
| 14   | 자은도     | 전라남도 신안군   | 52.193    |
| 15   | 백령도     | 인천광역시 옹진군 | 51.086    |
| 16   | 압해도     | 전라남도 신안군   | 49.232    |
| 17   | 안좌도     | 전라남도 신안군   | 48.923    |
| 18   | 교동도     | 인천광역시 강화군 | 47.141    |
| 19   | 비금도     | 전라남도 신안군   | 46.249    |
| 20   | 고금도     | 전라남도 완도군   | 45.558    |
| 21   | 도초도     | 전라남도 신안군   | 43.398    |
| 22   | 석모도     | 인천광역시 강화군 | 42.344    |
| 23   | 임자도     | 전라남도 신안군   | 40.049    |
| 24   | 암태도     | 전라남도 신안군   | 37.251    |
| 25   | 청산도     | 전라남도 완도군   | 32.963    |
| 26   | 보길도     | 전라남도 완도군   | 32.142    |
| 27   | 신의도     | 전라남도 신안군   | 31.668    |
| 28   | 신지도     | 전라남도 완도군   | 30.832    |
| 29   | 조약도     | 전라남도 완도군   | 28.701    |
| 30   | 금오도     | 전라남도 여수시   | 27.508    |

### 그 밖의 주요 섬
- 가덕도
- 교동도
- 금호도
- 내나로도
- 노화도
- 대흑산도
- 덕적도
- 사옥도
- 소안도
- 영도
- 영흥도
- 외나로도
- 장산도
- 증도
- 대도
- 죽도
- 팔금도
- 평일도
- 하도
- 하의도
- 하조도
- 한산도
- 흑산도

#### 국토 끝섬
- 최동단 - 독도
- 최서단 - 연평도
- 최남단 - 마라도
- 최북단 - 백령도

#### 하중도
- 한강
  - 서울특별시 - 여의도, 밤섬, 노들섬, 선유도, 난지도
  - 강원특별자치도 - 남이섬, 붓꽃섬, 중도
- 낙동강
  - 부산광역시 - 을숙도

### 통계상 섬으로 인정되지 않는 주요 인공섬
- 김포반도
- 미륵도
- 송도국제도시
- 마산해양신도시

## 조선민주주의인민공화국의 섬 목록

### 강원도
- 국도(國島, 통천군)
- 삼도(三島)
- 송도(松島, 고성군)

### 평안남도
- 초도(椒島, 남포시)
- 덕도(德島, 남포시)
- 상취라도(上吹螺島, 온천군)
- 피도(避島, 남포시)
- 하취라도(下吹螺島, 온천군)

### 평안북도
- 가도(椵島, 철산군)
- 납도(蠟島, 선천군)
- 대감도(大甘島, 곽산군)
- 대화도(大和島, 철산군)
- 반성열도(盤城列島, 철산군)
- 삼차도(參瑳島, 철산군)
- 소감도(小甘島, 곽산군)
- 소랍도(小蠟島, 선천군)
- 소화도(小和島, 철산군)
- 신미도(身彌島, 선천군)
- 애도(艾島, 정주시)
- 우리도(牛里島, 철산군)
- 운무도(雲霧島, 정주시)
- 탄도(炭島, 철산군)

#### 하중도
- 압록강
  - 관마도(官馬島, 의주군) - 구리도(九里島)의 부속섬. 섬의 서쪽에 소관마도(小官馬島, 새알섬)가 있다.
  - 구리도(九里島, 의주군)
  - 다지도(多智島, 북부 의주군, 남부 신의주시) - 옛 검동도(黔同島), 난자도(蘭子島), 다지도(多智島), 마도(麻島) 등이 퇴적으로 합쳐진 섬.
  - 동류초도(東柳草島, 신의주시)
  - 류초도(柳草島, 신의주시)
  - 비단섬(緋緞島, 신도군) - 신도(薪島)와 마안도(馬鞍島) 등을 1958년에 둑으로 연결하여 만든 인공섬.
    - 마안도(馬鞍島, 신도군) - 한국의 가장 서쪽 땅.

  - 수구도(水口島, 의주군) - 섬의 동서쪽 양 끝이 중국 영토와 붙어 있다.
  - 어적도(於赤島, 의주군) - 옛 어적도와 승아도(勝阿島)가 퇴적으로 합쳐진 섬.
  - 위화도(威化島, 신의주시) - 조선 태조 이성계는 위화도 회군으로 정권을 잡고 조선 왕조를 개창하는 계기를 만들었다.
  - 임도(荏島, 신의주시) - 옛 임도와 그 서쪽의 신도(薪島)가 퇴적으로 합쳐진 섬.
  - 황금평(黃金坪, 신도군) - 옛 이름은 황초평(黃草坪)으로, 중국 영토와 붙어 있다.

### 함경남도
- 금초도(金椒島)
- 대저도(大猪島)
- 마양도(馬養島)
- 소저도(小猪島)
- 신도(薪島)
- 여도(麗島)
- 웅도(熊島)
- 화도(花島)
- 황토도(黃土島)

### 함경북도
- 난도(卵島)
- 대초도(大草島)
- 소초도(小草島)
- 쌍도(雙島)
- 양도(洋島)
- 적도(赤島)
- 피도(避島)

#### 하중도
- 두만강
  - 큰섬 (라선특별시)
  - 류다섬(柳多島, 경원군)
  - 매기도(每基島, 경원군)

### 황해남도
- 기린도(麒麟島)
- 대수압도(大睡鴨島)
- 마합도(麻哈島)
- 무도(茂島)
- 석도(席島)
- 소수압도(小睡鴨島)
- 순위도(巡威島)
- 어화도(漁化島)
- 용매도(龍媒島)
- 용호도(龍湖島)
- 월내도(月乃島)
- 창린도(昌麟島)

### 섬 인정 여부가 애매한 주요 인공섬
- 보통강구역